# 머나먼 시공 속에서 2
《머나먼 시공 속에서 2》(일본어: 遙かなる時空の中で2)는 2001년 9월 28일 코에이(루비파티)에서 개발한 여성향 연애 어드벤처 게임이다.

## 개요
전작 《머나먼 시공 속에서》로부터 100년 뒤의 세계가 무대. 게임 시스템은 전작과 같다. 전작은 헤이안 시대를 무대로 만들어졌으나, 본작은 인세이 시대를 무대로 만들어져 팔엽도 각각 〈인〉혹은 〈천황〉의 세력으로 나뉘어 정치적으로도 심한 대립을 하고 있다.(일부 캐릭터는 중립)
팔엽이 처음부터 등장하던 전작과 달리, 본작에서는 이미 힘을 인정한 용신의 무녀가 존재하기 때문에, 주인공 스스로 팔엽을 찾아 자신이 용신의 무녀라는 것을 증명해야 한다. 정권다툼 속에서 대립 중인 두 파벌에 나뉘어 있기 때문에 팔엽들간의 유대관계도 희미하고, 무녀로서의 힘을 얻기도 힘들기 때문에 게임 초반부터 중반에 걸쳐 팔엽들이 중상을 입는 경우도 있다.
주인공은 인과 천황 중 한 세력 밑에서 생활하게 되는데 세력은 처음 만나는 팔엽으로 정해진다. 캐릭터와 연애 이벤트가 변화하였다. 같은 세력이면 진도도 빨라지고 연애무드도 쉽게 잡힌다. 한편 자신과 반대 세력에 주인공이 속하면 무녀의 입장에 회의적인 태도를 보이는 기간이 길고 슬픈 분위기도 섞여있는 것이 특징이다.
역대 머나먼 시리즈 중에서는 영화나 TV 애니메이션을 포함해 오랜 기간 동안 개발되었던 1이나 3에 비해 파생작품과 미디어 전개가 적다.

## 줄거리
인과 천황이 귀족을 끌어들여 권력다툼을 하고, 사람들이 희망을 잃고 현세정토를 바라는 쿄에 현대의 여고생인 주인공이 용신의 무녀로 소환된다. 그러나 쿄에는 이미 인이 인정한 용신의 무녀·타이라노 치토세가 있었다. 팔엽으로 선택된 남성들은 자신이 팔엽인 것도, 주인공이 용신의 무녀인 것도 믿으려 하지 않는다. 하지만 쿄를 구해야 하는 사명을 위해, 자신의 세계로 돌아가기 위해 노력하는 주인공을 대하는 사이, 그들의 심경도 변해간다.

## 등장인물

### 주인공
타카쿠라 카린
성우: 카와카미 토모코 (드라마 CD·OVA)

### 팔엽
팔엽은 각각 〈인〉과〈천황〉측의 두 거대세력 중 한쪽에 속해 있지만, 중립 입장도 있으며, 주인공이 처음에 어느 세력에서 시작하느냐에 이야기 시점이 이분화된다.

#### 〈인〉측 팔엽
미나모토노 요리타다
성우: 미키 신이치로
이사토
성우: 타카하시 나오즈미
후지와라노 유키타카
성우: 나카하라 시게루
미나모토노 모토미
성우: 호시 소이치로

#### 〈천황〉측 팔엽
타이라노 카츠자네
성우: 세키 토모카즈
아키후미
성우: 미야타 코우키
히스이
성우: 이노우에 카즈히코
아베노 야스츠쿠
성우: 이시다 아키라

### 백룡의 무녀 관계자 (별의 일족)
용신의 무녀를 보좌하는 일족으로, 전작 후지 공주의 자손인 쌍둥이 남매. 호적상으로 하늘의 백호 후지와라노 유키타카의 친척뻘이다.(앞서 서술한대로 유키타카가 현대의 인간이기 때문에 혈연관계는 아니다.)
후지와라노 유카리
성우: 오타니 이쿠에
미소노 외의 사람들에게는 〈유카리 공주〉라 불린다. 처음부터 주인공을 용신의 무녀라고 믿는 유일한 인물. 사명감이 강하고 진지하다. 배려심 많고 상냥한 성격이지만 조심성이 많아 전전긍긍하는 면도 있다. 주인공을 도우려 노력하면서도, 때로는 순진한 반응도 보인다. 일찍이 부모를 여의었으며 그 사실이 한층 더 자신의 사명을 의식하게 만드는 결과가 된다.
후지와라노 미소노
성우: 오타니 이쿠에
나이보다 어른스러우며 우수하지만 자신보다 계급이 낮은 상대에게는 거만하다. 주인공에 대해서도 별로 협조적이지 않다. 소중히 여기는 동생의 〈공주로서의 행복〉을 최우선으로 생각하며, 유카리를 위해 자신이 할 수 있는 일을 찾고 있다. 부모님이 돌아가셨기 때문에 동생을 위해서라도 자신이 동생을 잘 돌봐야 한다고 생각한다.

### 흑룡의 무녀 관계자
타이라노 치토세
성우: 쿠와시마 호코
카즈히토
성우: 아사카와 유우
미나모토노 토키토모
성우: 이시이 코지

### 용신 관계자
용신
성우: 이시즈카 엔쇼
아크람
성우: 오키아유 료타로
시린
성우: 카와무라 마리아

## 관련 상품

### OVA
- 머나먼 시공 속에서 2 백룡의 무녀 (메이킹 상·중·하)
- 머나먼 시공 속에서 2 백룡의 무녀 DVD 전권셋트

### CD
드라마 CD
- 머나먼 시공 속에서 2 시간의 봉인 ~일~
- 머나먼 시공 속에서 2 시간의 봉인 ~이~
- 머나먼 시공 속에서 2 시간의 봉인 ~삼~
- 머나먼 시공 속에서 2 시간의 봉인 ~사~
- 머나먼 시공 속에서 2 저녁놀의 표식
- 머나먼 시공 속에서 2 석양의 표식

버라이어티 CD
- 머나먼 시공 속에서 2 설월화
- 머나먼 시공 속에서 2 화경
- 머나먼 시공 속에서 2 홍엽무
- 머나먼 시공 속에서 2 소춘일화

음악·보컬 CD
- 머나먼 시공 속에서 2 추초의 연주
- 머나먼 시공 속에서 2 하나오토메
- 머나먼 시공 속에서 2 스페셜 소극적이고 애절한 모임
- 머나먼 시공 속에서 2 홍엽무 ~꿈의 통로~

### 그 외
- 머나먼 시공 속에서 2 ~사랑그림 두루마리~ :2002년 9월 12일 발매. 데스크톱 액세서리
- 머나먼 시공 속에서 2 ~용신그림 두루마리~ :2002년 2월 14일 배신(配信)개시. 네오로망스 노벨

## 같이 보기
- 네오 로망스 시리즈
- 머나먼 시공 속에서 시리즈
- 머나먼 시공 속에서 2 백룡의 무녀